# DDH-972 을지문덕
DDH-972 을지문덕(乙支文德)은 대한민국 해군의 3,200톤급 광개토대왕급 구축함의 제2번함이다. 현재 제2함대 기함이다.

## 진수 및 취역
1997년 10월 16일 경남 거제시 대우중공업 옥포조선소에서 `을지문덕함' 진수식을 가졌다. 1999년 8월 30일 해군 인수단장 김성재 준장과 대우중공업 김선익 부사장이 참석한 가운데 `을지문덕함'인도식을 가졌다.

## 주요 제원
- 길이 - 135.4m (444 ft)
- 높이 - 14.2 m (46.5 ft)
- 폭 - 14.2m (14 ft)
- 배수량 - 3,200톤(만재 3,885톤)
- 순항속도 - 18노트
- 최고속도 - 30노트
- 순항거리 - 4,500 마일
- 만재배수량(Displacement) - 3,885-3,900 톤
- 탑재 헬기 - 슈퍼링크스 대(對)잠수함 헬리콥터 1대
- 승조원 - 최대 286명
- 주요 무장
  - 오토 멜라라 54구경 127mm(5 inch) 함포 1문
  - 시그널 30 mm 골키퍼 근접방어무기체계(CIWS) 2문
  - 대함 무장 - 하푼 대함유도미사일
  - 대공 무장 - 시스패로 함대공 미사일 및 Mk.48 mod2 수직발사기
  - 어뢰 - 얼라이언트 테크시스템 Mk.46 mod 5 및 324mm 어뢰발사관 탑재
- 채프 플레어, 디코이 런처, 수중 음파탐지기(Sonar)와 적아(敵我) 식별기, 화생방 방호체계 등 각종 전자장비를 갖추고 있다.
- 대공 레이다 - 레이시온 AN/SPS-49(V) 2D 레이다
- 수상 레이다 - 시그널 MW-08 수상 감시 레이다
- 항법 레이다 - 대우 SPS-95k 레이다
- 사격통제레이다 - 시그널 STIR 180 사격통제레이다
- IFF AN/UPX-27K IFF
- ECM ARGOSystems AR 700
- ECM ARGOSystems APECS 2
- 채프 - CSEE DAGAIE MK.2 채프 발사기 4기
- 어뢰 기만기 - SLQ-25 닉시
- 전투지휘시스템 - BAe SEMA SSCS MK.7 전투 시스템
- 사격통제시스템
  - SWG-1A(v) 하푼통제시스템
  - MK.91 mod 3 시스패로우 사격통제시스템
- 통신시스템 - 한국형 해군 전술 데이터 시스템(KNTDS, Korean Naval Tatical Data System) LINK 11
- 소나 - 아틀라스 DSQS-21BZ 헐마운티드 소나
- 엔진 : CODOG(Combined Diesel or Gas turbines) 방식
  - 가스터빈엔진 : GE LM2500 엔진 2기(58,200 마력)
  - 디젤 엔젠 : 삼영 20V 956 TB 82 2기 (8,000 hp)

## 사건/사고
2013년 을지문덕함이 서해 어청도 부근에서 대정전을 겪고 5시간 동안 표류했음이 국정감사를 통해 뒤늦게 밝혀졌다.